# Louis-Albert Vachon
Louis-Albert Vachon (ur. 4 lutego 1912 w Saint-Frédéric-de-Beauce, zm. 29 września 2006 w Quebecu), kanadyjski duchowny katolicki, arcybiskup Quebecu, kardynał.

## Życiorys
Studiował w seminarium w Quebecu, święcenia kapłańskie przyjął 11 czerwca 1938. Kontynuował studia na Uniwersytecie w Laval (obronił doktorat z filozofii) i w Papieskim Athenaeum Angelicum w Rzymie (obronił doktorat z teologii, 1949). Przez wiele lat wykładał na Uniwersytecie w Laval, pełnił na tej uczelni funkcję wicerektora (1958–1959) i rektora (1960–1972); był również rektorem seminarium w Quebecu. W latach 1960–1977 był wikariuszem generalnym archidiecezji Quebec, w październiku 1962 otrzymał tytuł nadzwyczajnego protonotariusza apostolskiego.
4 kwietnia 1977 został mianowany biskupem pomocniczym Quebecu; otrzymał stolicę tytularną Mesarfelta, sakrę odebrał 4 maja 1977 z rąk zwierzchnika archidiecezji kardynała Maurice Roya. W marcu 1981 został następcą kardynała Roya na arcybiskupstwie Quebecu. 25 maja 1985 Jan Paweł II mianował go kardynałem, nadając tytuł prezbitera S. Paolo della Croce a "Corviale".
W marcu 1990 zrezygnował z rządów archidiecezją (ze względu na osiągnięcie wieku emerytalnego), a w lutym 1992 ukończył 80 lat i utracił prawo udziału w konklawe. Jesienią 1983] brał udział w VI sesji zwykłej Światowego Synodu Biskupów w Watykanie. W 1969 został odznaczony Orderem Kanady.